# Bademağacı, Döşemealtı
Bademağacı là một thị trấn thuộc huyện Döşemealtı, tỉnh Antalya, Thổ Nhĩ Kỳ. Dân số thời điểm năm 2011 là 1.805 người.